# Alan Curtis
Alan Curtis (Mason, Michigan, 17 november 1934 – Florence, 15 juli 2015) was een Amerikaans klavecimbelspeler, dirigent en muziekpedagoog.

## Levensloop
Hij studeerde aan de Universiteit van Illinois (PhD, 1960), en schreef zijn doctoraal proefschrift over de klaviermuziek van Jan Pieterszoon Sweelinck. Hij ging verder studeren bij Gustav Leonhardt in Amsterdam, met wie hij opnamen realiseerde van Bachs concerto's voor meerdere klavecimbels. In de jaren zestig en zeventig realiseerde hij heel wat solo-opnamen met klavecimbelmuziek, onder meer gewijd aan muziek van Rameau en van Johann Sebastian Bach, onder meer de Goldberg Variaties op een Christian Zell-klavecimbel uit 1728.
Curtis doceerde in UC Berkeley en in Europa. Hij richtte zich op uitvoering van muziek gaande van Monteverdi tot Mozart. Hij specialiseerde zich op de preludes van Louis Couperin en op de creatie en herleving van opera's van Monteverdi en Rameau, gebruik makende van authentieke instrumenten en balletfiguren uit de tijd. Hij werd vanaf 1980 vaste dirigent van het Europese ensemble Il Complesso Barocco.
In 1974 was Curtis lid van de jury voor de internationale klavecimbelwedstrijd in het kader van het Festival Musica Antiqua